# Giovanni Stroppa
Giovanni Stroppa (Mulazzano, 24 gennaio 1968) è un allenatore di calcio ed ex calciatore italiano, di ruolo centrocampista, tecnico del Venezia.

## Biografia
Nato in una cascina da una famiglia contadina di Mulazzano, nel Lodigiano, aveva una nonna che era sorella di latte di Ivanoe Fraizzoli, presidente dell'Inter.
Stroppa è un grande appassionato della serie televisiva Happy Days, fu cruciale per il soprannome dell'ex compagno ai tempi del Monza Anselmo Robbiati, che l'ex centrocampista soprannominò Spadino come un personaggio della serie statunitense.

## Carriera

### Giocatore

#### Club

##### Esordi nel Milan
All'età di nove anni inizia a giocare a calcio nelle giovanili dell'Union Mulazzano, squadra del suo paese, con suo fratello Luigi. Nel 1978, nella finale di Coppa Lodi, calcia il rigore decisivo per la vittoria dei suoi. Qualche mese dopo Fraizzoli concede a Stroppa un provino con l'Inter, ma in seguito non contatta più il giovane, che decide, dunque, di virare sul Milan. Entrato nel settore giovanile del club rossonero, viene impiegato inizialmente come centravanti, con Paolo Maldini ala sinistra. All'età di 12 anni ha un piccolo ripensamento, ma dopo due giorni torna sui propri passi e decide di continuare l'attività di calciatore. All'età di 16 anni viene convocato per la prima volta nella prima squadra del Milan, ma sono momenti bui, dato che il padre è deceduto quindici giorni prima della sua chiamata.
Con la prima squadra gioca un'amichevole nel ritiro pre-campionato, il 5 agosto 1984 a Brunico, contro la formazione locale, sostituendo Giuseppe Incocciati al 50º minuto di gioco, sul punteggio di 6-0 per il Milan; andrà in gol a due minuti dalla fine del match, terminato 11-0. Nel 1984-1985 Stroppa è titolare nella formazione rossonera degli Allievi nazionali guidata da Italo Galbiati, con la quale nelle feste pasquali del 1985 vince da capocannoniere e da protagonista il Torneo di Wasquehal. A giugno, invece, è tra i primi attori nel Trofeo Grossi-Morera di Viterbo, vinto ancora da capocannoniere, con una doppietta alla Lazio in finale (5-0).
Nel 1985-1986 viene promosso nella formazione Primavera del Milan, guidata da Fabio Capello. Nel frattempo Nils Liedholm continua a concedergli spazio in prima squadra, facendogli giocare qualche amichevole pre-campionato e anche altre amichevoli invernali, come a Massa Marittima, dove sigla un gol, o a Barletta. Con la Primavera disputa da titolare il prestigioso Torneo di Viareggio, dove ottiene il bronzo in finale contro la Fiorentina. Nella stessa stagione vince il Trofeo Caligaris. In quei giorni il Milan vive un avvicendamento societario destinato a cambiare la storia rossonera, quando Silvio Berlusconi diventa il presidente del club.
La stagione 1986-1987 comincia molto bene per il diciottenne Stroppa, che entra stabilmente nel giro della prima squadra. Oltre alle solite amichevoli giocate durante il periodo del ritiro in Trentino, disputa una tournée in Emilia-Romagna e il 20 agosto 1986 disputa al Camp Nou la partita contro il Tottenham valida per il Trofeo Gamper. Nella stagione regolare è capitano della Primavera del Milan al Torneo di Viareggio, terminato ai quarti di finale.

#### Prestito al Monza
Nell'agosto del 1987 passa in prestito al Monza, nelle cui file trascorre due stagioni (una in Serie C1 e una in Serie B). Esordisce nel calcio professionistico il 20 settembre 1987, in Monza-Vis Pesaro (0-0). A soli 19 anni, diventa una pedina fondamentale dei brianzoli, giocando tutte le 34 partite del campionato di Serie C1 1987-1988, culminato con la promozione in Serie B, e vincendo la Coppa Italia Serie C. Agli inizi di febbraio del 1988 viene brevemente richiamato dal Milan per disputare il suo terzo Torneo di Viareggio, terminato al quarto posto. Anche nel 1988-1989, in Serie B, Stroppa è il più presente tra i biancorossi, giocando ben 37 partite su 38 e dimostrando di essere pronto per esordire in palcoscenici più importanti.

#### Biennio nel Milan di Sacchi
Nel 1989 rientra al Milan, dove viene utilizzato come riserva di Roberto Donadoni. Esordisce in Serie A il 27 agosto 1989 sul campo del Cesena, realizzando uno dei tre gol dei rossoneri con una conclusione dalla lunga distanza. Nelle due stagioni a Milano disputa 35 partite di campionato con due reti e conquista una Coppa dei Campioni, due Supercoppe europee e due Coppe Intercontinentali, realizzando un goal contro l'Olimpia Asunción nella partita valida per l'assegnazione della Coppa Intercontinentale 1990.

##### Lazio

Stroppa alla Lazio nel 1992

Nel 1991 viene trasferito per 2,8 miliardi di lire alla Lazio, dove viene impiegato come tornante a destra. In maglia biancoceleste gioca molto nella prima stagione, pur in concorrenza con il tedesco Thomas Doll, mentre nella seconda il tecnico laziale Dino Zoff lo tiene spesso in panchina.

##### Foggia, ritorno al Milan e Udinese

Stroppa al Foggia nel 1993

Gioca nel Foggia la stagione 1993-1994, nella quale realizza il record di marcature stagionali (8) e ottiene la prima convocazione in nazionale, giocando agli ordini di Zdeněk Zeman. Nel 1994 torna al Milan per una stagione di luci e ombre, sia per lui che per la squadra, mentre nel 1995 si trasferisce all'Udinese: l'avventura friulana viene condizionata prima da un grave incidente d'auto e poi da un grave infortunio di gioco causato da Salvatore Fresi, che lo costringe a saltare quasi tutta la stagione 1996-1997.

##### Piacenza, serie B con il Brescia e Genoa
Nel 1997 viene acquistato dal Piacenza, dove rimane fino al gennaio 2000 contribuendo a due salvezze consecutive. Escluso dai piani tattici di Luigi Simoni, scende in Serie B al Brescia, dove ritrova il posto da titolare contribuendo alla promozione delle Rondinelle allenate da Nedo Sonetti. Svincolatosi dal Brescia, rimane nella serie cadetta trasferendosi al Genoa, dove rimane per un biennio.

##### Ultimi anni
Nel 2002, in scadenza di contratto e con la società che non lo riconferma, lascia Genova per disputare una stagione in Serie C1 nell'Alzano Virescit. Nella stagione 2003-2004 fa parte dell'Avellino di Zeman, che conclude la stagione con una retrocessione in C. In quell'anno realizza allo stadio Stadio Renzo Barbera di Palermo un gol da quaranta metri nella partita Palermo-Avellino 1-1. Nella stagione seguente fa ritorno al Foggia, che lo acquista insieme a Luís Oliveira: qui gioca 9 partite e realizza una rete, lasciando la squadra a fine stagione a causa di problemi economici.
Nell'ultimo anno di attività milita nel Chiari, insieme a Dario Hübner.

#### Nazionale

Stroppa in nazionale nel 1993, atterrato dallo scozzese Brian Irvine.

Nel corso della sua militanza nel Foggia viene convocato dal commissario tecnico Arrigo Sacchi in nazionale, prendendo parte a 4 gare tra il 1993 e il 1994. Conta anche 7 presenze e 3 reti con la nazionale Under-21 nel biennio 1989-1990, ottenendo in quest'ultimo anno un terzo posto all'europeo di categoria.

### Allenatore

#### Primavera del Milan
Già nel settore giovanile del Milan, il 1º luglio 2009 viene chiamato ad allenare la squadra Primavera, con cui il 14 aprile 2010 vince la Coppa Italia Primavera, trofeo conquistato anche venticinque anni prima da giocatore, sconfiggendo il Palermo nella doppia finale.

#### Südtirol, Pescara, Spezia
L'11 giugno 2011, dopo una stagione senza risultati, viene esonerato dalla società rossonera. Il 13 luglio diventa allenatore del Südtirol.. Al termine del campionato, concluso al settimo posto nel girone B della Lega Pro Prima Divisione, società e allenatore decidono di non rinnovare il contratto in scadenza.
L'8 giugno 2012 firma un contratto annuale, con opzione sul secondo, con il Pescara neopromosso in Serie A. Il 18 novembre il direttore sportivo degli abruzzesi, Daniele Delli Carri, annuncia le dimissioni di Stroppa dalla guida tecnica, a seguito della sconfitta riportata dalla squadra contro il Siena, terminata 1-0 a favore dei toscani. In 13 partite, ha ottenuto solo 11 punti frutto di 3 vittorie, 2 pareggi e 8 sconfitte.
Il 20 giugno 2013 diventa allenatore dello Spezia., ma il 14 dicembre viene esonerato dopo la sconfitta per 4-0 contro il Varese

#### Ritorno al Südtirol
Il 20 aprile 2015 torna sulla panchina del Südtirol all'11º posto in Lega Pro, sostituendo l'esonerato Adolfo Sormani. Termina la stagione 2014-15 al decimo posto. La stagione successiva, rimane alla guida della formazione altoatesina, piazzandosi nuovamente al decimo posto. Il 12 maggio 2016 la società biancorossa comunica che il contratto del mister lombardo non verrà rinnovato alla scadenza naturale del 30 giugno, lasciandolo così senza squadra.

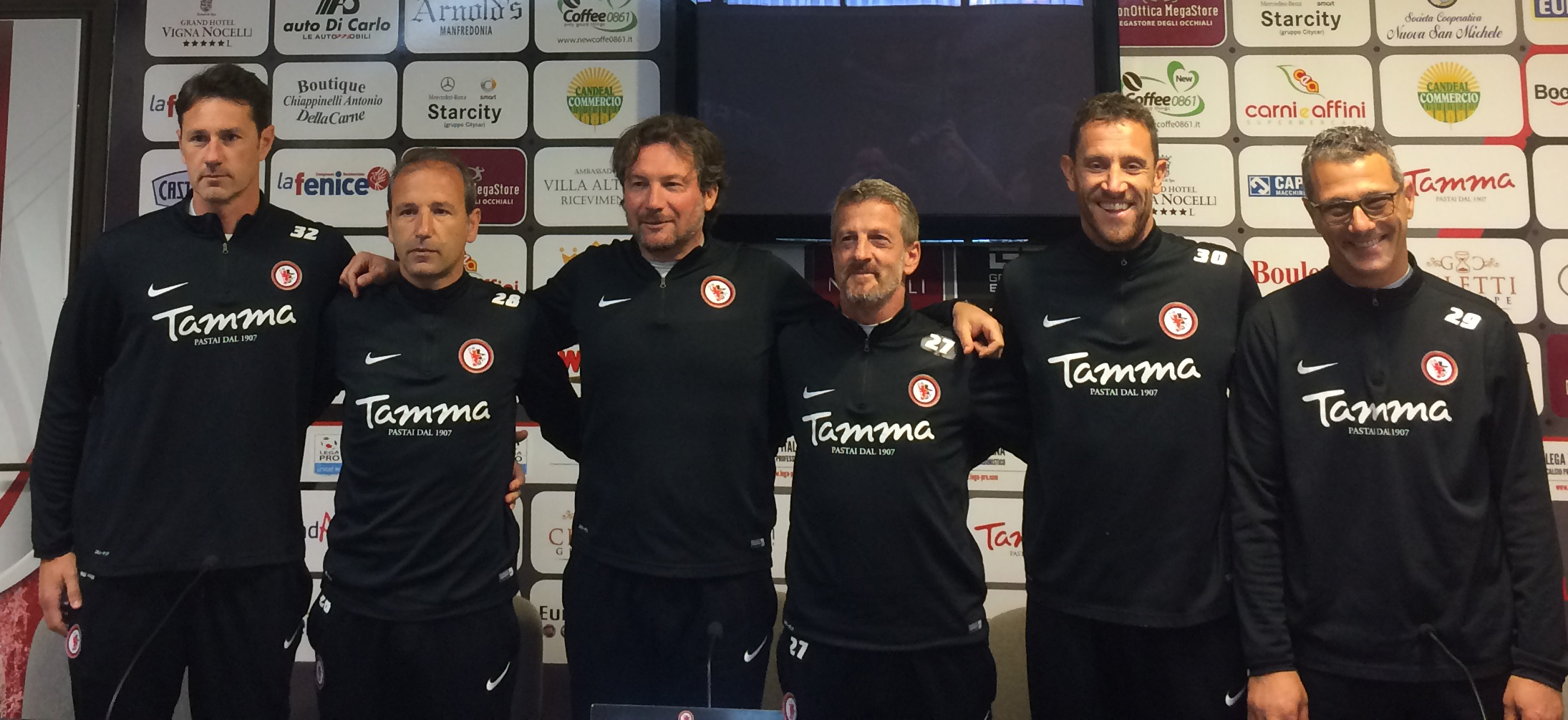
Stroppa con il suo staff

#### Foggia
Il 14 agosto dello stesso anno viene ingaggiato dal Foggia, in Lega Pro, in sostituzione di Roberto De Zerbi, esonerato poco prima. Come allenatore dei rossoneri debutta il 29 agosto 2016, sconfiggendo in casa la Fidelis Andria 2-1, in occasione della prima giornata di campionato.
La stagione sulla panchina dei satanelli, caratterizzata da una forma continua e una serie di risultati utili consecutivi, ha portato diversi record alla storia del Foggia: uno di questi è il primato di vittorie consecutive, ben dieci. La striscia è terminata il 16 aprile, in occasione della vittoria interna contro la Reggina. Il 23 aprile 2017, esattamente una settimana dopo, pareggiando per 2-2 sul campo del Fondi, Stroppa riporta il Foggia in Serie B, dopo ben 19 anni di assenza. La promozione, avvenuta con due giornate di anticipo, è stata celebrata con un'immensa festa in città, dove oltre cinquantamila persone si sono riversate in piazza a celebrare il ritorno della squadra nella seconda serie.
Il 27 maggio 2017 si aggiudica la Supercoppa di Lega Pro battendo 4-2 il Venezia. Nei giorni successivi rinnova per altri due anni il contratto con il club pugliese. La stagione in Serie B 2017-2018 si apre con diverse difficoltà: la squadra foggiana al termine del girone d'andata è in zona retrocessione. Grazie agli acquisti del mercato invernale la squadra recupera terreno e chiude il campionato al nono posto, a due punti dalla zona play-off.

#### Crotone
Il 20 giugno 2018 è nominato tecnico del Crotone, in Serie B. Il 29 ottobre 2018 viene esonerato dopo aver raccolto 11 punti in 9 partite, ma due mesi dopo, il 28 dicembre, in seguito alle dimissioni presentate dal successore Massimo Oddo, torna ad allenare la squadra calabrese, con cui termina il campionato al 12º posto. Nella stagione successiva guida il Crotone alla promozione in Serie A con due giornate di anticipo rispetto alla fine del campionato, piazzandosi al 2º posto alle spalle del Benevento, distante 18 punti. Il 1º marzo 2021 viene esonerato dopo aver raccolto solo 12 punti in 24 partite nella Serie A 2020-2021.

#### Monza
Il 28 maggio 2021 sigla un contratto con il Monza, partecipante alla Serie B 2021-2022. Dopo aver condotto la squadra brianzola a chiudere al quarto posto la stagione regolare (mancando all'ultima giornata la promozione diretta in massima serie, complice la sconfitta sul campo del Perugia), riesce poi a vincere i play-off eliminando il Brescia in semifinale e il Pisa in finale, consegnando ai biancorossi la prima storica promozione in Serie A.
Il 13 settembre 2022, dopo un difficile inizio di campionato con i brianzoli relegati all'ultimo posto dopo aver conquistato solo un punto in sei giornate nella Serie A 2022-2023, viene esonerato.

#### Cremonese
Il 19 settembre 2023 viene nominato nuovo tecnico della Cremonese, neo-retrocessa in Serie B, con la quale sigla un contratto fino al 30 giugno 2025. Nel suo primo anno alla guida dei lombardi, la squadra grigiorossa chiude al quarto posto la stagione regolare della Serie B 2023-2024, ottenendo l'ammissione ai play-off. La formazione si qualifica per la doppia finale per la promozione contro il Venezia: dopo lo 0-0 dell’andata la squadra lombarda perde il ritorno  per 1-0. Nonostante ciò, Stroppa viene confermato sulla panchina dei grigiorossi per la stagione successiva.
Viene esonerato l'8 ottobre 2024, dopo un negativo inizio di stagione, con la squadra al settimo posto con 11 punti dopo 8 partite. Dopo poco più di un mese, l'11 novembre viene richiamato alla guida della squadra lombarda, ora quinta in classifica, andando a sostituire l'esonerato Eugenio Corini, che gli era subentrato a sua volta sulla panchina grigiorossa. Termina la stagione regolare al quarto posto con 61 punti accedendo nuovamente ai play-off. Porta la Cremonese in Serie A battendo lo Spezia in finale (andata 0-0 in casa, ritorno 3-2 a La Spezia); per Stroppa si tratta della terza promozione in massima serie, la seconda passando per i play-off. Il 13 giugno 2025, la società comunica l'interruzione del rapporto professionale con il tecnico a partire dal 30 giugno seguente.

#### Venezia
Il 26 giugno 2025, viene annunciato come nuovo tecnico del Venezia, neo-retrocesso in Serie B, con cui firma un contratto annuale, con opzione di rinnovo in caso di promozione in massima serie.

## Statistiche

### Cronologia presenze e reti in nazionale
| Cronologia completa delle presenze e delle reti in nazionale ― Italia | Cronologia completa delle presenze e delle reti in nazionale ― Italia | Cronologia completa delle presenze e delle reti in nazionale ― Italia | Cronologia completa delle presenze e delle reti in nazionale ― Italia | Cronologia completa delle presenze e delle reti in nazionale ― Italia | Cronologia completa delle presenze e delle reti in nazionale ― Italia | Cronologia completa delle presenze e delle reti in nazionale ― Italia | Cronologia completa delle presenze e delle reti in nazionale ― Italia |
| Data                                                                  | Città                                                                 | In casa                                                               | Risultato                                                             | Ospiti                                                                | Competizione                                                          | Reti                                                                  | Note                                                                  |
| --------------------------------------------------------------------- | --------------------------------------------------------------------- | --------------------------------------------------------------------- | --------------------------------------------------------------------- | --------------------------------------------------------------------- | --------------------------------------------------------------------- | --------------------------------------------------------------------- | --------------------------------------------------------------------- |
| 13-10-1993                                                            | Roma                                                                  | Italia                                                                | 3 – 1                                                                 | Scozia                                                                | Qual. Mondiali 1994                                                   | -                                                                     | 90’                                                                   |
| 17-11-1993                                                            | Milano                                                                | Italia                                                                | 1 – 0                                                                 | Portogallo                                                            | Qual. Mondiali 1994                                                   | -                                                                     | 61’                                                                   |
| 16-2-1994                                                             | Napoli                                                                | Italia                                                                | 0 – 1                                                                 | Francia                                                               | Amichevole                                                            | -                                                                     | 65’                                                                   |
| 23-3-1994                                                             | Stoccarda                                                             | Germania                                                              | 2 – 1                                                                 | Italia                                                                | Amichevole                                                            | -                                                                     | 71’                                                                   |
| Totale                                                                |                                                                       | Presenze                                                              | 4                                                                     |                                                                       | Reti                                                                  | 0                                                                     |                                                                       |

### Statistiche da allenatore
Statistiche aggiornate al 1° giugno 2025. In grassetto le competizioni vinte.
| Stagione         | Squadra          | Campionato       | Campionato | Campionato | Campionato | Campionato | Coppe nazionali | Coppe nazionali | Coppe nazionali | Coppe nazionali | Coppe nazionali | Coppe continentali | Coppe continentali | Coppe continentali | Coppe continentali | Coppe continentali | Altre coppe | Altre coppe | Altre coppe | Altre coppe | Altre coppe | Totale | Totale | Totale | Totale | % Vittorie | Piazzamento             |
| Stagione         | Squadra          | Comp             | G          | V          | N          | P          | Comp            | G               | V               | N               | P               | Comp               | G                  | V                  | N                  | P                  | Comp        | G           | V           | N           | P           | G      | V      | N      | P      | %          | Piazzamento             |
| ---------------- | ---------------- | ---------------- | ---------- | ---------- | ---------- | ---------- | --------------- | --------------- | --------------- | --------------- | --------------- | ------------------ | ------------------ | ------------------ | ------------------ | ------------------ | ----------- | ----------- | ----------- | ----------- | ----------- | ------ | ------ | ------ | ------ | ---------- | ----------------------- |
| 2011-2012        | Südtirol         | 1D               | 34         | 11         | 13         | 10         | CI-LP           | 4               | 1               | 2               | 1               | -                  | -                  | -                  | -                  | -                  | -           | -           | -           | -           | -           | 38     | 12     | 15     | 11     | 31,58      | 7º                      |
| lug.-nov. 2012   | Pescara          | A                | 13         | 3          | 2          | 8          | CI              | 1               | 1               | 0               | 0               | -                  | -                  | -                  | -                  | -                  | -           | -           | -           | -           | -           | 14     | 4      | 2      | 8      | 28,57      | Dimis.                  |
| lug.-dic. 2013   | Spezia           | B                | 18         | 6          | 6          | 6          | CI              | 3               | 2               | 1               | 0               | -                  | -                  | -                  | -                  | -                  | -           | -           | -           | -           | -           | 21     | 8      | 7      | 6      | 38,10      | Eson.                   |
| apr.-giu. 2015   | Südtirol         | LP               | 3          | 1          | 0          | 2          | CI+CI-LP        | -               | -               | -               | -               | -                  | -                  | -                  | -                  | -                  | -           | -           | -           | -           | -           | 3      | 1      | 0      | 2      | 33,33      | Sub. 10º                |
| 2015-2016        | Südtirol         | LP               | 34         | 10         | 14         | 10         | CI+CI-LP        | 2+1             | 1+0             | 0+0             | 1+1             | -                  | -                  | -                  | -                  | -                  | -           | -           | -           | -           | -           | 37     | 11     | 14     | 12     | 29,73      | 10º                     |
| Totale Sudtirol  | Totale Sudtirol  | Totale Sudtirol  | 71         | 22         | 27         | 22         |                 | 7               | 2               | 2               | 3               |                    | -                  | -                  | -                  | -                  |             | -           | -           | -           | -           | 78     | 24     | 29     | 25     | 30,77      |                         |
| 2016-2017        | Foggia           | LP               | 38         | 25         | 10         | 3          | CI+CI-LP        | 0+3             | 0+1             | 0+1             | 0+1             | -                  | -                  | -                  | -                  | -                  | SC-LP       | 2           | 2           | 0           | 0           | 43     | 28     | 11     | 4      | 65,12      | 1º (prom.)              |
| 2017-2018        | Foggia           | B                | 42         | 16         | 10         | 16         | CI              | 2               | 1               | 0               | 1               | -                  | -                  | -                  | -                  | -                  | -           | -           | -           | -           | -           | 44     | 17     | 10     | 17     | 38,64      | 9º                      |
| Totale Foggia    | Totale Foggia    | Totale Foggia    | 80         | 41         | 20         | 19         |                 | 5               | 2               | 1               | 2               |                    | -                  | -                  | -                  | -                  |             | 2           | 2           | 0           | 0           | 87     | 45     | 21     | 21     | 51,72      |                         |
| 2018-2019        | Crotone          | B                | 28         | 11         | 8          | 9          | CI              | 2               | 2               | 0               | 0               | -                  | -                  | -                  | -                  | -                  | -           | -           | -           | -           | -           | 30     | 13     | 8      | 9      | 43,33      | Eson., Sub. 12º         |
| 2019-2020        | Crotone          | B                | 38         | 20         | 8          | 10         | CI              | 2               | 1               | 0               | 1               | -                  | -                  | -                  | -                  | -                  | -           | -           | -           | -           | -           | 40     | 21     | 8      | 11     | 52,50      | 2º (prom.)              |
| 2020-mar. 2021   | Crotone          | A                | 24         | 3          | 3          | 18         | CI              | 1               | 0               | 1               | 0               | -                  | -                  | -                  | -                  | -                  | -           | -           | -           | -           | -           | 25     | 3      | 4      | 18     | 12,00      | Eson.                   |
| Totale Crotone   | Totale Crotone   | Totale Crotone   | 90         | 34         | 19         | 37         |                 | 5               | 3               | 1               | 1               |                    | -                  | -                  | -                  | -                  |             | -           | -           | -           | -           | 95     | 37     | 20     | 38     | 38,95      |                         |
| 2021-2022        | Monza            | B                | 38+4       | 19+4       | 10+0       | 9+0        | CI              | 1               | 0               | 0               | 1               |                    | -                  | -                  | -                  | -                  |             | -           | -           | -           | -           | 43     | 23     | 10     | 10     | 53,49      | 4º (prom.)              |
| lug.-set. 2022   | Monza            | A                | 6          | 0          | 1          | 5          | CI              | 1               | 1               | 0               | 0               |                    | -                  | -                  | -                  | -                  |             | -           | -           | -           | -           | 7      | 1      | 1      | 5      | 14,29      | Eson.                   |
| Totale Monza     | Totale Monza     | Totale Monza     | 48         | 23         | 11         | 14         |                 | 2               | 1               | 0               | 1               |                    | -                  | -                  | -                  | -                  |             | -           | -           | -           | -           | 50     | 24     | 11     | 15     | 48,00      |                         |
| set. 2023-2024   | Cremonese        | B                | 33+4       | 18+1       | 7+2        | 8+1        | CI              | 2               | 1               | 0               | 1               |                    | -                  | -                  | -                  | -                  |             | -           | -           | -           | -           | 39     | 20     | 9      | 10     | 51,28      | Sub., 4º                |
| 2024-2025        | Cremonese        | B                | 33+4       | 14+2       | 12+1       | 7+1        | CI              | 2               | 0               | 1               | 1               | -                  | -                  | -                  | -                  | -                  | -           | -           | -           | -           | -           | 39     | 16     | 14     | 9      | 41,03      | Eson., Sub., 4º (prom.) |
| Totale Cremonese | Totale Cremonese | Totale Cremonese | 74         | 35         | 22         | 17         |                 | 4               | 1               | 1               | 2               |                    | -                  | -                  | -                  | -                  |             | -           | -           | -           | -           | 78     | 36     | 23     | 19     | 46,15      |                         |
| 2025-2026        | Venezia          | B                | 0          | 0          | 0          | 0          | CI              | 1               | 1               | 0               | 0               | -                  | -                  | -                  | -                  | -                  | -           | -           | -           | -           | -           | 1      | 1      | 0      | 0      | 100,00&    | in corso                |
| Totale carriera  | Totale carriera  | Totale carriera  | 394        | 164        | 107        | 123        |                 | 28              | 13              | 6               | 9               |                    | -                  | -                  | -                  | -                  |             | 2           | 2           | 0           | 0           | 424    | 179    | 113    | 132    | 42,22      |                         |

## Palmarès

### Giocatore

#### Competizioni giovanili
- Coppa Italia Primavera: 1

Milan: 1984-1985

#### Competizioni nazionali
- Coppa Italia Serie C: 1

Monza: 1987-1988
- Supercoppa italiana: 1

Milan: 1994

#### Competizioni internazionali
- Supercoppa UEFA: 3

Milan: 1989, 1990, 1994
- Coppa Intercontinentale: 2

Milan: 1989, 1990
- Coppa dei Campioni: 1

Milan: 1989-1990

### Allenatore

#### Club

##### Competizioni giovanili
- Coppa Italia Primavera: 1

Milan: 2009-2010

##### Competizioni nazionali
- Lega Pro: 1

Foggia: 2016-2017
- Supercoppa di Lega Pro: 1

Foggia: 2017

#### Individuale
- Panchina d'oro Lega Pro: 1

2016-2017

## Fuori dal campo
Ad aprile 2014 viene fondata la Sportland Football Academy che organizza summer camp e scuole calcio per bambini e ragazzi nel nord Italia. Giovanni Stroppa è il direttore tecnico.